# Şerafeddin Sabuncuoğlu
Sabuncuoğlu Şerafeddin (1385–1468) (en turco otomano: شرف الدّین صابونجی اوغلی) fue un médico medieval otomano.

## Biografía

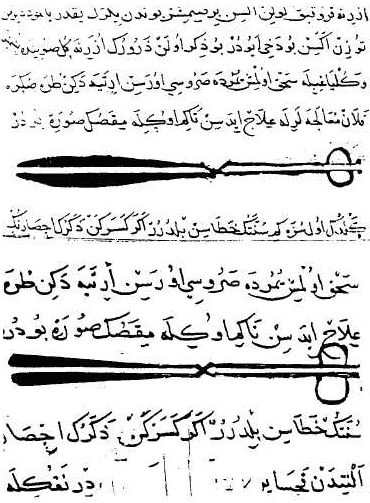
Texto ilustrado con dos tipos de tijeras para circuncisión. Del Cerrahiyyetu'l-Haniyye

Serafeddin Sabuncuoglu vivió durante el siglo XV en Amasya, Anatolia. A comienzos del Imperio Otomano, Amasya fue una encrucijada comercia donde florecían la cultura y las artes. Durante este periodo, Serafeddin Sabuncuoglu practicó medicina en el Hospital de Amasya, fundado en 1308.
Sabuncuoğlu fue autor del Cerrahiyyetu'l-Haniyye (Cirugía Imperial), el primer atlas quirúrgico ilustrado y el Mücerrebname (Sobre la atención).
Sabuncuoğlu escribió Cirugía imperial, el primer ilustrado libro de texto médico ilustrado en 1465 cuando contaba con 80 años. Cirugía imperial está dividido en tres capítulos que tratan 191 temas a lo largo de 412 páginas. Tres copias manuscritas originales sobreviven, dos escritas de la propia mano de Sabuncuoglu. Cada copia es ligeramente diferente y ninguna está completa. Los originales se albergan en la Biblioteca Fatih Millet de Estambul, en el Departamento de Historia Médica de Universidad de Estambul y en la Bibliothèque Nationale de París.
Cirugía Imperial fue el primer atlas quirúrgico y la última enciclopedia médica importante del mundo islámico. Aunque su trabajo estaba basado en la obra de Abu al-Qasim al-Zahrawi Al-Tasrif, Sabuncuoğlu introdujo muchas innovaciones propias. Además, se recoge por primera vez mujeres cirujanas en Cirugía Imperial. Una de las técnicas quirúrgicas descritas por Sabuncuoğlu fue la ligadura de la arteria temporal para combatir la migraña. Esta forma de cirugía está disfrutando un resurgimiento gracias a los esfuerzos de Elliot Shevel, un cirujano sudafricano.